# یودو: راه و رسم حمام
یودو: راه و رسم حمام (به ژاپنی: 湯道)، یک فیلم کمدی ژاپنی محصول ۲۰۲۲ به کارگردانی ماسایوکی سوزوکی و نویسندگی کوندو کویاما است.

## بازیگران
- توما ایکوتا در نقش توشی بزرگ
- گاکو هامادا در نقش گامه را
- کانا هاشیموتو در نقش آکیا
- فومیو کوهیناتا در نقش مانزو
- یوشیمی تندو
- Chris Hart در نقش Ken[۱]
- کیکو تودا
- سوسومو تراجیما
- آتسوگیری جاسون
- تاکاشی ساسانو
- کازوکو یوشیوکی
- ایجی ونتز
- نائو آساهی
- ذن کاجیهارا
- کانا موری
- مرو نوکومی
- کوتارو یوشیدا (ظاهر خاص)
- ماساتاکا کوبوتا (ظاهر خاص)
- ماری ناتسوکی
- آکیرا اموتو

## داستان
دو برادر صاحب حمام سنتی ژاپن دوره شووا هستند، شیرو (توما ایکوتا) و گورو (گاکو هامادا). با این حال شیرو تصمیم می‌گیرد که حمام عمومی را بفروشد و شکاف و اختلافی بین این دو ایجاد می‌شود.
داستان حول محور حمام عمومی به نام «ماروکین» می‌چرخد، یک «سنتو» (حمام عمومی) در شهر که توسط گورو (گاکو هامادا) اداره می‌شود، و کارگر روزمزدی به نام «ایزومی» مشتاق (کانا هاشیموتو) در این تلاش کمک می‌کند.
مشتریان حمام گروه کوچکی از مردم محلی هستند که ویژگی‌های خاص خود را دارند.
وقتی برادر بزرگترش شیرو (توما ایکوتا) به شهر زادگاه خود برمی گردد، همه چیز گورو را به چالش می‌کشد. شیرو در توکیو، در حرفه انتخابی خود معماری شکست خورده است. شیرو به عنوان مالک مشترک خانه حمام، پس از مرگ پدرش اخیراً، قصد دارد ساختمان را خراب کند و روی آن آپارتمان بسازد.
گورو در این راه با برادرش مبارزه می‌کند، در حالی که مردم محلی نیز برای نجات «سنتو» درگیر می‌شوند. با این حال، گورو می‌داند که حمام در حال ضرر دادن است و باید کاری انجام شود. ----